# Château de Highclere
Le château de Highclere (Highclere Castle) est un château de style néo-jacobéen dont le parc a été aménagé par Capability Brown pour le Ier comte de Carnarvon, Henry Herbert (1741-1811), qui en a hérité en 1769. Le domaine de 405 hectares se situe dans le nord du Hampshire, à environ 8 km au sud de Newbury, dans le Berkshire.
Il est la résidence historique des comtes de Carnarvon. Souvent utilisé comme décor naturel de films, le château est en particulier le lieu de tournage principal de la série britannique Downton Abbey.

## Historique

### Highclere avant leXIXesiècle
Les premières traces d'habitation à Highclere datent de l'âge du bronze et il y a des vestiges de fortifications datant de l'âge du fer sur Beacon Hill. Les évêques de Winchester y possédaient au VIIIe siècle un palais épiscopal, enregistré dans le Domesday Book et un verger, attesté en 1218.
Le domaine passé en des mains séculières au moment de la dissolution des monastères, un manoir y fut construit dans le style élisabéthain. Highclere devint propriété des comtes de Pembroke, à la fin du XVIIe siècle, Margaret Sawyer, première épouse de Thomas Herbert, 8e comte de Pembroke et fille unique du procureur général Robert Sawyer, en ayant hérité à la mort de son père. La propriété passe ensuite à leur second fils, Robert Sawyer Herbert, 9e comte de Pembroke, qui commence une collection de tableaux et la construction de fabriques de jardin : le temple à colonnes (Jackdaw’s Castle), le temple de Diane et, en 1731 Heaven's Gate (la porte du ciel), sur Sidown Hill.
C'est Henry Herbert, créé Baron Porchester of Highclere in the County of Southampton en 1780 puis 1er comte de la ville et du comté de Carnarvon, dans le pays de Galles par George III qui en hérite ensuite. Il rénove la demeure dans le style georgien et confie l'aménagement du parc à Lancelot Capability Brown[réf. souhaitée].

### Le château actuel

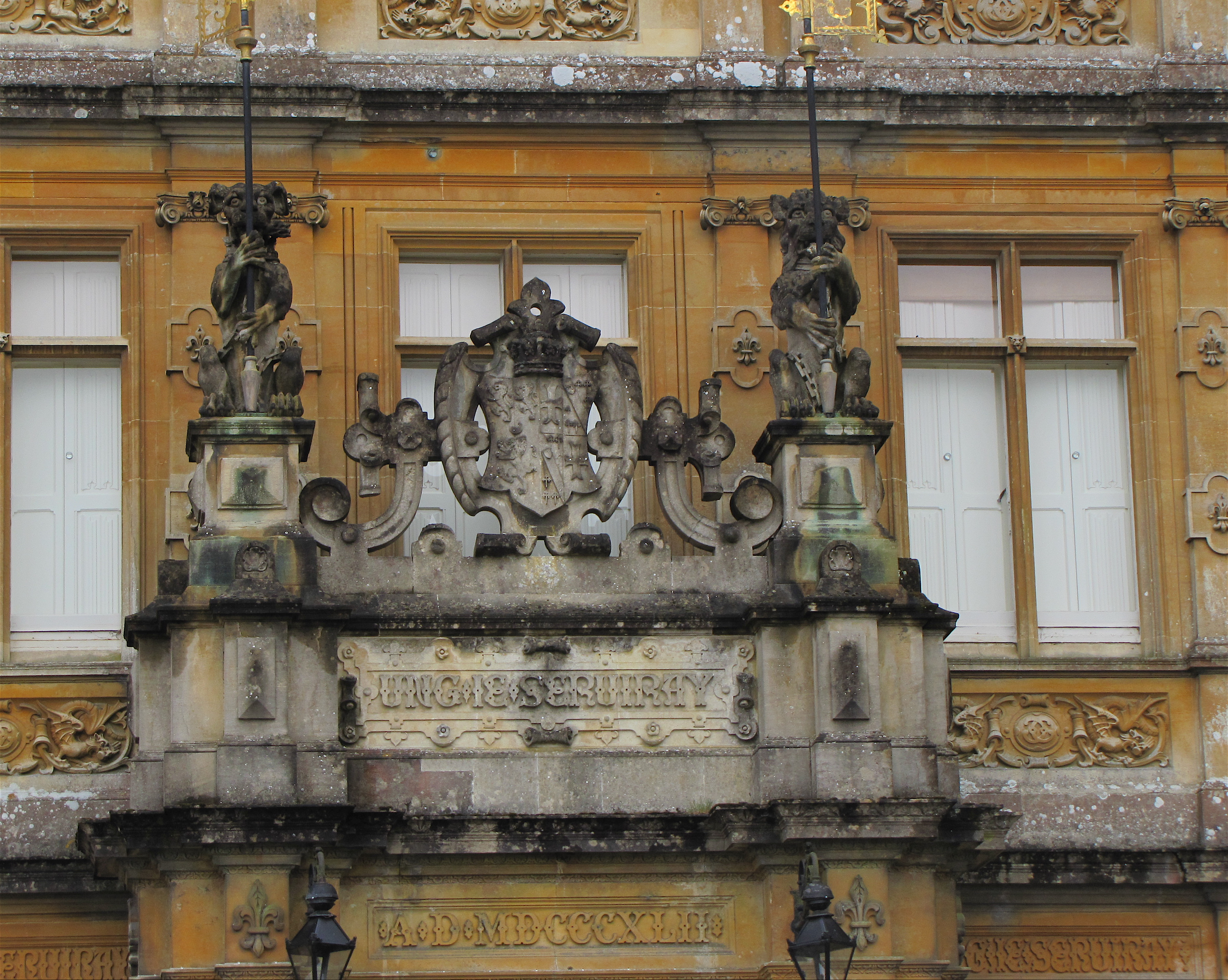
Armoiries et devise (unc ie serviray) de la famille et date de construction (1842) au-dessus du porche d'entrée.

#### Le bâtiment victorien
Charles Barry (1795-1860), qui venait de reconstruire le palais de Westminster entreprit en 1838 de transformer totalement Highclere à la demande du 3e comte, Henry John George Herbert (1800-1849). La première pierre du nouveau bâtiment fut posée en 1842 et les travaux pratiquement achevés douze ans plus tard. Le « Château », comme s'appelle désormais Highclere (Highclere Castle), domine de façon imposante les environs[réf. souhaitée], avec ses parements en pierre de Bath, couleur or-crème, et ses tourelles néo-renaissance, à la pointe de la mode au début du règne de la reine Victoria. Les murs extérieurs sont décorés de motifs appelés cuir découpé. À la mort prématurée de son père en 1849, le 4e comte, Henry Howard Molyneux Herbert poursuit les travaux et s'adresse, lorsque meurt Charles Barry, à Thomas Allom pour achever l'aile ouest (le quartier des domestiques) et les aménagements intérieurs, enfin terminés en 1878.
En 1890, à 23 ans, son fils, George Edward Herbert, devient le 5e comte de Carnarvon, riche de 150 000 £ et à la tête d'un domaine qui faisait alors 145 km2 (36 000 acres). Mais dépensier, voyageant beaucoup, achetant des antiquités et des livres, il était lourdement endetté. Son mariage, en 1895, avec la très richement dotée Almina Wombwell permit d'assainir ses finances. Le « Château » était à cette époque, les dernières années de l'époque victorienne et le début du règne d'Édouard VII, un centre de la vie politique[réf. souhaitée].

#### Depuis le début duXXesiècle

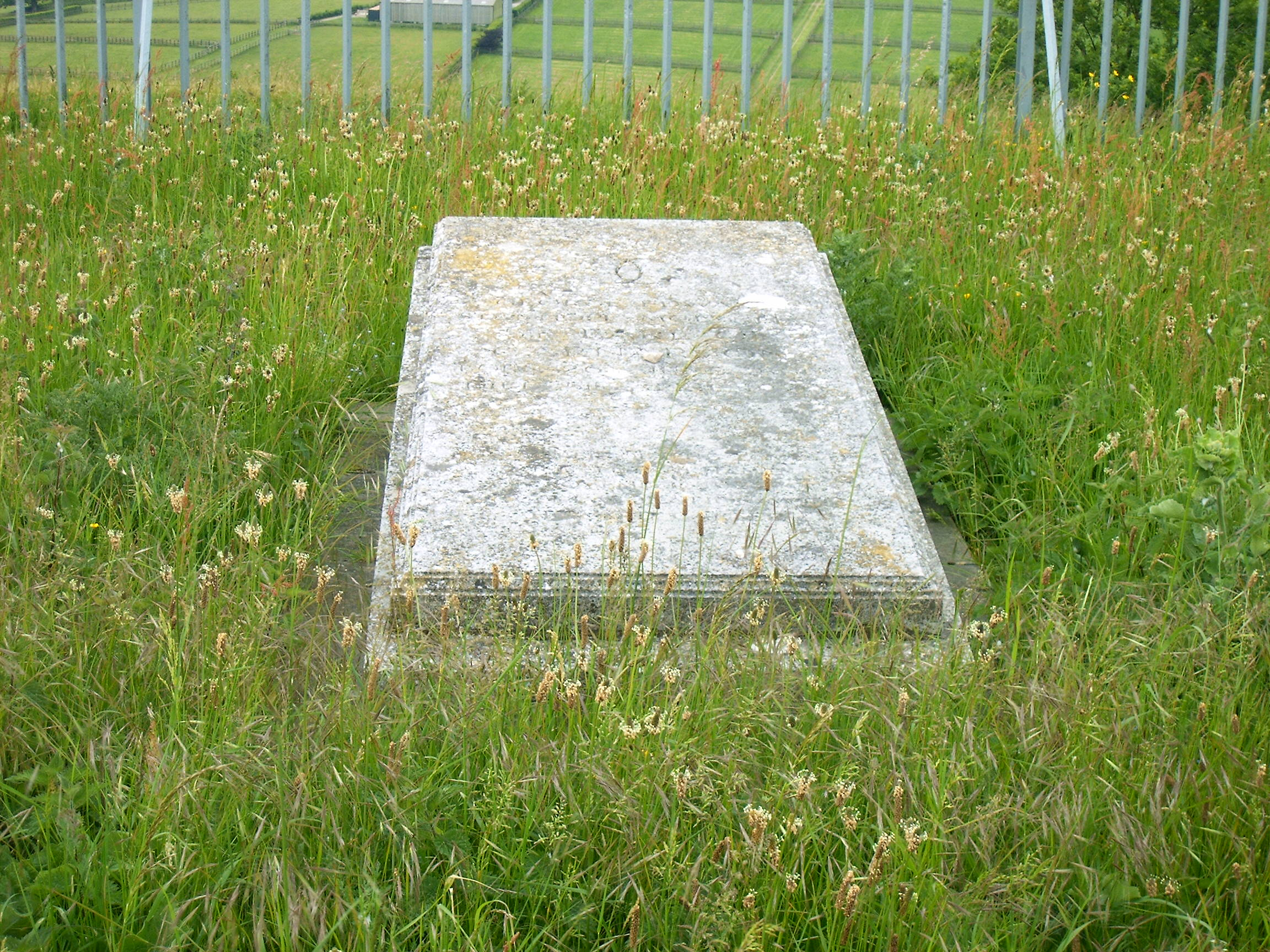
Tombe de Lord Carnarvon, à Beacon Hill.

L’époque édouardienne est la période la plus faste pour Highclere Castle dont les réceptions voient se croiser de grands noms des sphères politique, financière, scientifique et militaire, mais la guerre va tout changer.
Durant la première guerre mondiale, Lady Almina Carnarvon transforma Highclere Castle en hôpital militaire. Les douze premiers blessés arrivèrent dès septembre 1914[réf. souhaitée]. Début 1916, quand l'hôpital fut transféré à Londres, au 48 Bryanston Square, dans un bâtiment mieux adapté et où on pouvait accueillir plus de blessés (jusqu'à 40), le Château retrouva un semblant de vie normale. Mais l'hôpital avait coûté cher, les revenus agricoles avaient chuté et les taxes augmenté. Les Herbert continuaient à vivre sur un grand train et les fouilles de tombes aristocratiques que Lord Carnarvon finançait à Deir el-Bahari depuis 1907 lui revenaient fort cher : en 1922 on estimait à 50 000 £ ses dépenses en quatorze ans de fouilles et il n'avait pas fait de découverte majeure. Il avait déjà commencé à vendre des meubles et des propriétés, mais tenait à sa collection d'antiquités égyptiennes, exposées dans le fumoir. La campagne de 1922 devait être la dernière de Carter qu'il subventionnait. Le 4 novembre 1922, Howard Carter découvre l'entrée de la tombe inviolée du pharaon Toutânkhamon, mais Lord Carnarvon meurt le 5 avril 1923, avant l'ouverture de la chambre funéraire. Selon sa volonté, il est enterré au sommet de Beacon Hill, en vue du domaine de Highclere.
Son fils, Henry Herbert, né en 1898, devenu 6e comte de Carnarvon, abandonna sa carrière militaire et vint habiter Highclere avec sa femme, Catherine Wendell, une américaine (sans fortune) qu'il avait épousée en juillet 1922. Les taxes instaurées en 1909 par Lloyd George (People's Budget) pesaient déjà lourdement sur le domaine et les droits de succession, très augmentés en 1920, obligèrent Almina à vendre de nombreuses pièces de la collection d'antiquités égyptiennes au Metropolitan Museum de New York pour les acquitter, et son fils dut réduire le train de vie du domaine. Pendant la seconde guerre mondiale, le château accueillit pendant quelque temps des enfants évacués du nord de Londres.
Le 7e comte de Carnarvon (né en 1924) hérita du domaine à la mort de son père, en 1987. Henry George Reginald Molyneux Herbert était très lié avec la reine Elizabeth, dont il dirigeait les écuries de course depuis 1969. Elle venait fréquemment à Highclere avant la mort de Lord Carnarvon en 2001 et est la marraine du fils de celui-ci, George Herbert, né en 1956. Marié en secondes noces en 1999 à Fiona J. M. Aitken et propriétaire du domaine depuis 2001, l'actuel Lord Carnarvon vit avec sa famille en partie dans un cottage à proximité du château[réf. souhaitée]. Trop superficiellement entretenu pendant des années, attaqué à l'intérieur par l'humidité et à l'extérieur par l'érosion, le château réclame d'urgentes et coûteuses réparations. Une cinquantaine de pièces au moins sont très abîmées et inutilisables, seuls le rez-de-chaussée et le premier étage (loué pour des réceptions et des mariages) sont habitables.

#### Dans de la fondation du Canada
Dans les années 1860, le 4e comte rédige l'Acte de l'Amérique du Nord britannique de 1867 au château aux côtés du premier Premier ministre du Canada John A. Macdonald, George-Étienne Cartier et Alexander Tilloch Galt, qui ont signé le livre d'or en 1866. Le 4e Earl a présenté la loi au Parlement en février 1867, ce qui a conduit à la fondation de la nation actuelle du Canada plus tard cette année-là.

## Aménagements

### Le parc

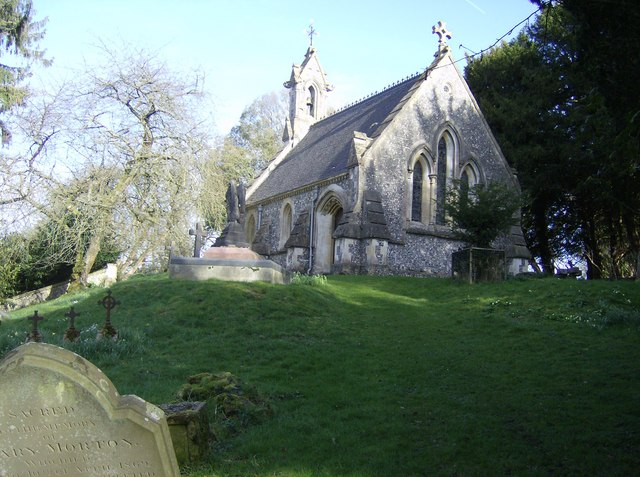
La chapelle du domaine.

La propriété comporte neufs entrées, dont London Lodge au nord et Beacon Hill au sud, trois lacs, de nombreux cèdres du Liban, dont les 56 plus anciens sont issus de semis de graines offertes aux Pembroke par l'évêque Stephen Pococke, célèbre botaniste du XVIIIe siècle, et un certain nombre de fabriques de jardin, en particulier le temple de Diane, au nord, tout près de Dundsmere Lake, le temple à colonnes à l'est du château, inspiré par Devonshire House à Piccadilly, le temple étrusque, installé aujourd'hui près du bois de Pénélope et Heaven's Gate (la porte du ciel), sur Sidown Hill au sud, plus ou moins noyée dans la végétation, mais visible du château. Trois chemins publics traversent le domaine et divers lieux de promenade sont accessibles en été : Milford Lake, Cemetery Chapel, London Lodge, Heaven’s Gate.
Le paysagiste Capability Brown, considéré comme « le plus grand jardinier d'Angleterre », a particulièrement soigné les points de vue que permet la traversée du parc ainsi que la mise en scène de la dernière approche du bâtiment. En octobre 1866, à sa première visite, Disraeli, qui entra en calèche par l'arche monumentale de London Lodge, fut fortement impressionné par la longue traversée du parc, et s'écria : « How scenical, how scenical » (quel point de vue !), en s'approchant du château : les pinacles les plus élevés commencent à s'apercevoir à travers les frondaisons au niveau du temple de Diane situé à plus d'un mile du château qui émerge, finalement, de biais devant le visiteur entre les deux piliers du portail d'entrée.
Les jardins d'ornement et les pelouses arborées couvrent 40 ha (1 000 acres). Une variété de houx panaché (Ilex x altaclerensis) a été développée à Highclere dans les années 1835, par hybridation entre le houx commun (Ilex aquifolium) et le houx de Madère (Ilex perado), cultivé en serre.
La chapelle du cimetière, située environ à 600 m au nord du château du côté du village de Highclere, a été construite par Henrietta Anna Howard-Molyneux-Howard, épouse du 3e comte de Carnarvon, « pour offrir du réconfort à ceux qui sont dans la peine ».

### Le château
Au rez-de-chaussée, les salles d'apparat : le grand salon décoré dans le style gothique par Thomas Allom, aux murs tapissés de cuir de Cordoue et entouré d'une galerie au premier étage, la salle à manger d'apparat, dominée par un tableau de Charles Ier à cheval, par Van Dyck, le fumoir, la grande bibliothèque, avec son bureau à gradin (Carlton House desk des années 1780) et la petite bibliothèque où le 4e comte de Carnarvon se retirait pour travailler. Parmi les tableaux de famille, des œuvres de Reynolds, de William Beechey. Des photographies et trophées équestres rappellent l'intérêt des Carnarvon pour l'équitation et les courses hippiques ; dans un coin du salon de musique, au plafond peint par Francis Hayman dans les années 1730 et aux murs couverts de tapisseries italiennes du XVIe siècle, la table et la chaise, œuvres de Jacob Frères, utilisées par Napoléon à l'Île d'Elbe pour signer sa première abdication.
Plusieurs pièces ont été aménagées par Lady Almina, en particulier le salon (drawing room), tapissé de soie verte. Le grand escalier de chêne de Thomas Allom est construit dans la haute tour élevée en 1842 dans un style inspiré de la renaissance italienne par Charles Barry. La fabrication et l'installation par Cox and Son, de Londres, prit presque un an, entre décembre 1861 et octobre 1862. L'escalier rouge va jusqu'au deuxième étage.
Il y a onze chambres au premier étage, dont certaines se visitent, peu à peu reconstituées dans un état historique par Lady Fiona : ainsi, la chambre Stanhope est tapissée de rouge comme lors de la visite du Prince de Galles en décembre 1895. Les pièces aux autres étages sont inoccupées et très dégradées.
La collection d'antiquités égyptiennes est actuellement exposée dans les sous-sols.

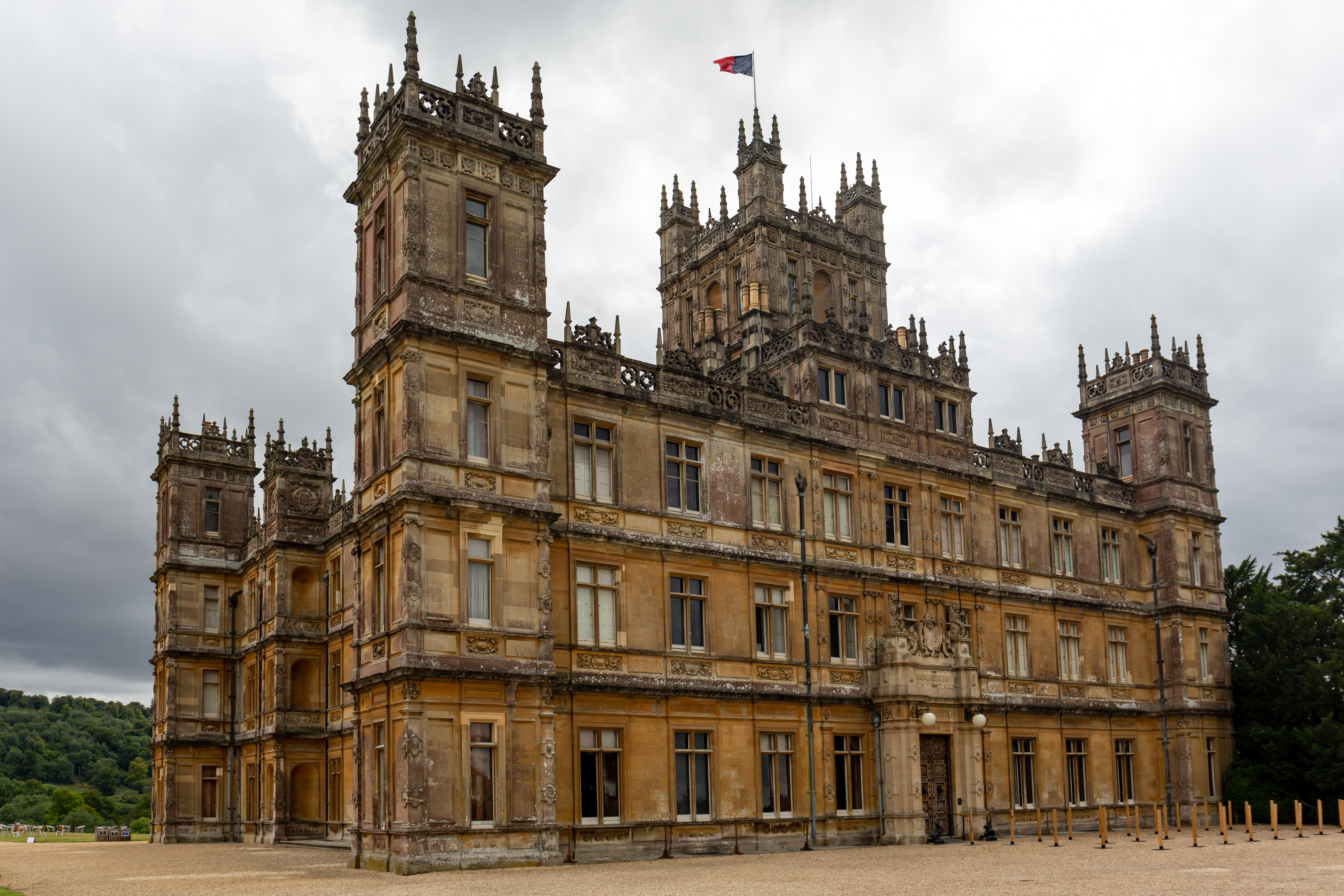
Façade
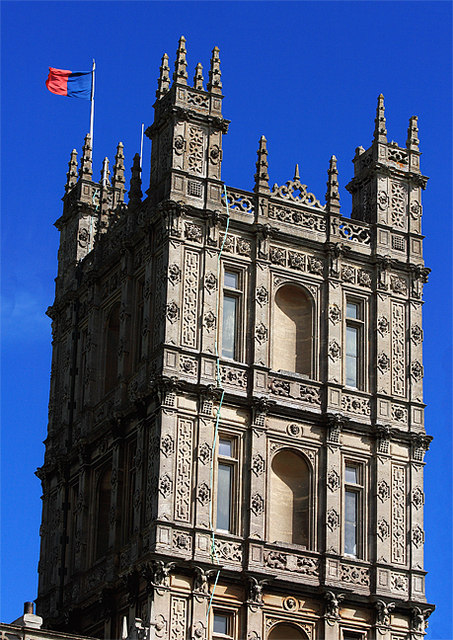
La grande tour
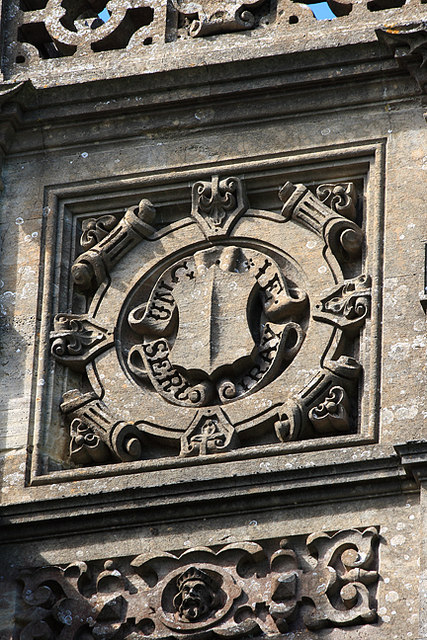
détail d'un motif cuir découpé sur les tourelles
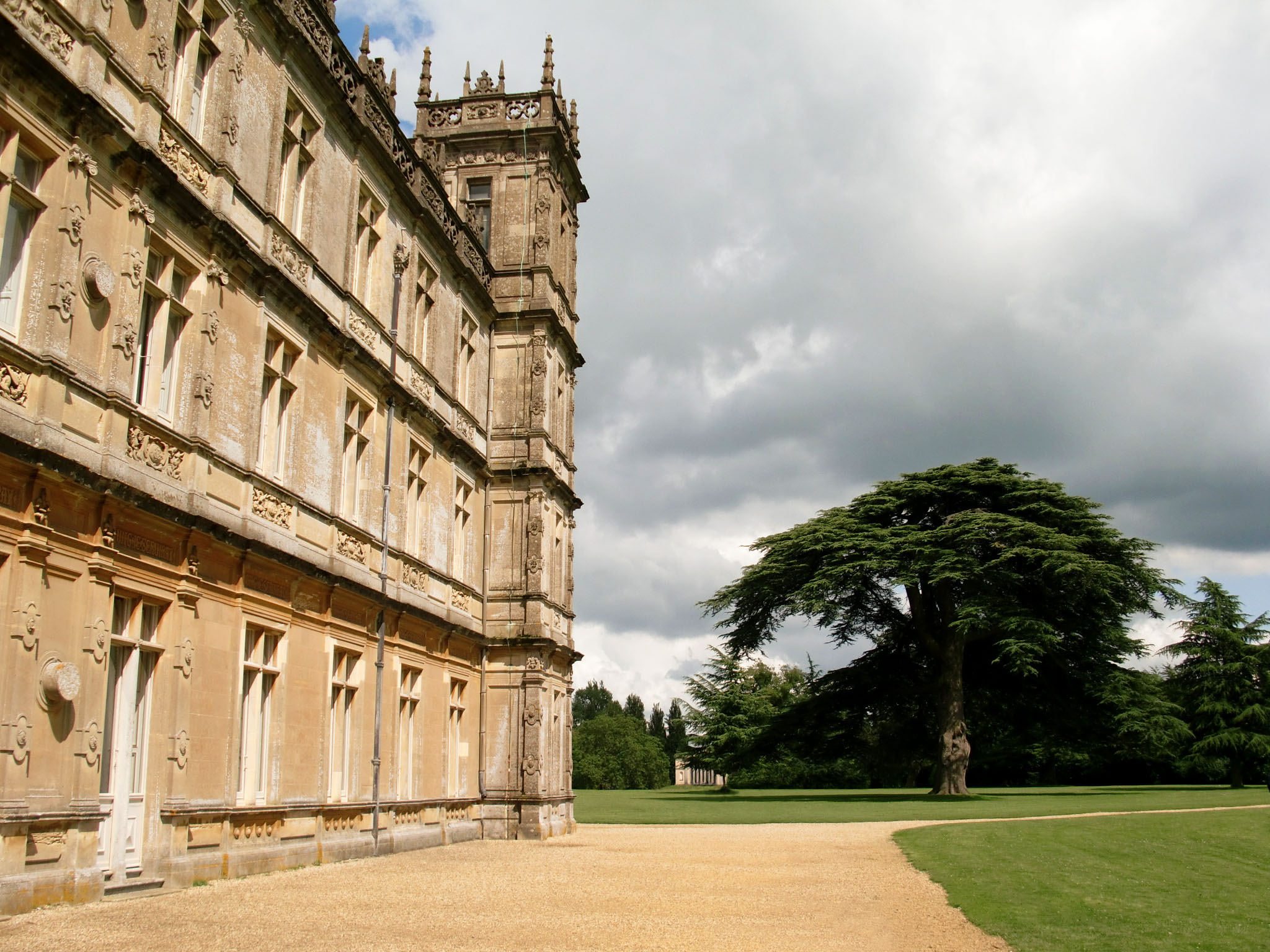
Le jardin de Capability Brown : cèdres et vue sur les bosquets et le temple à colonnes
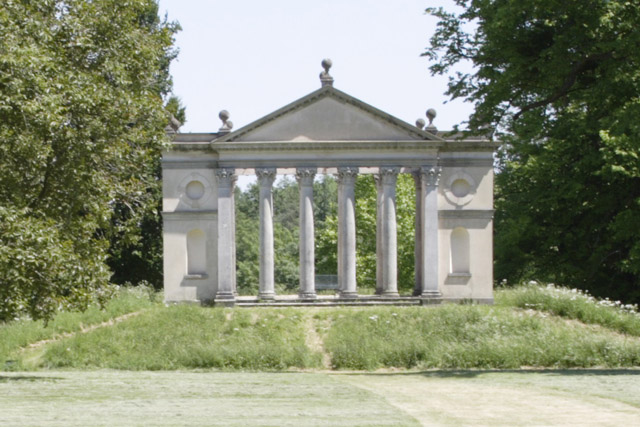
Le temple à colonnes (Jackdaw’s Castle)
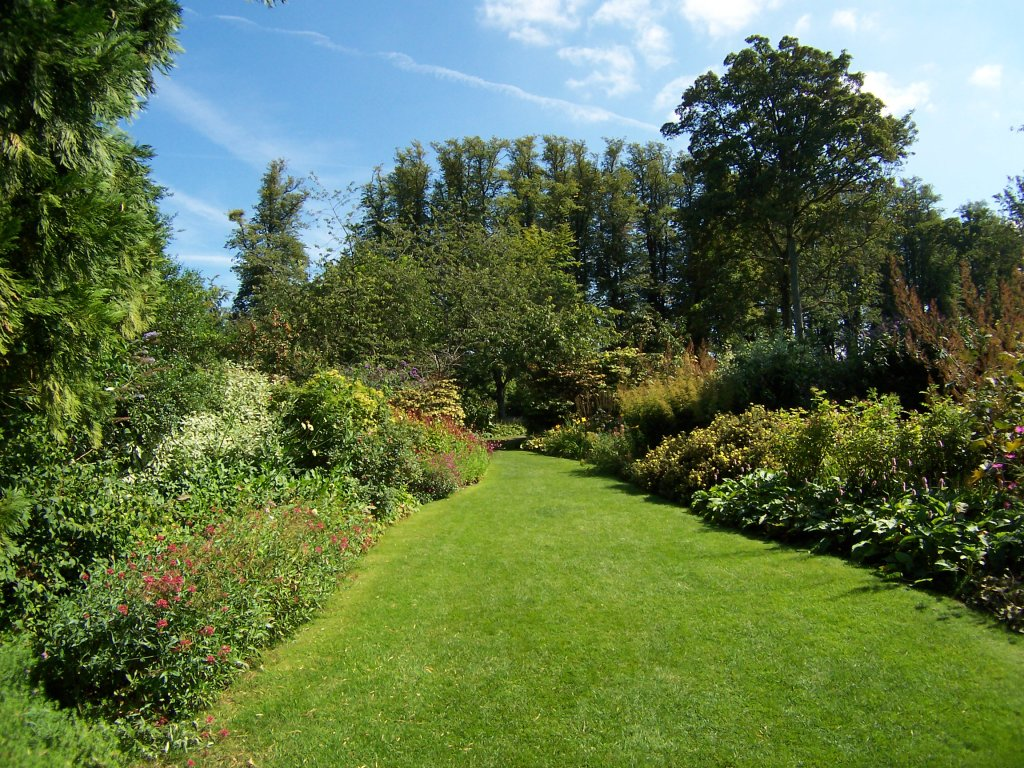
Le jardin secret, œuvre du paysagiste James Russell (1920–1996)
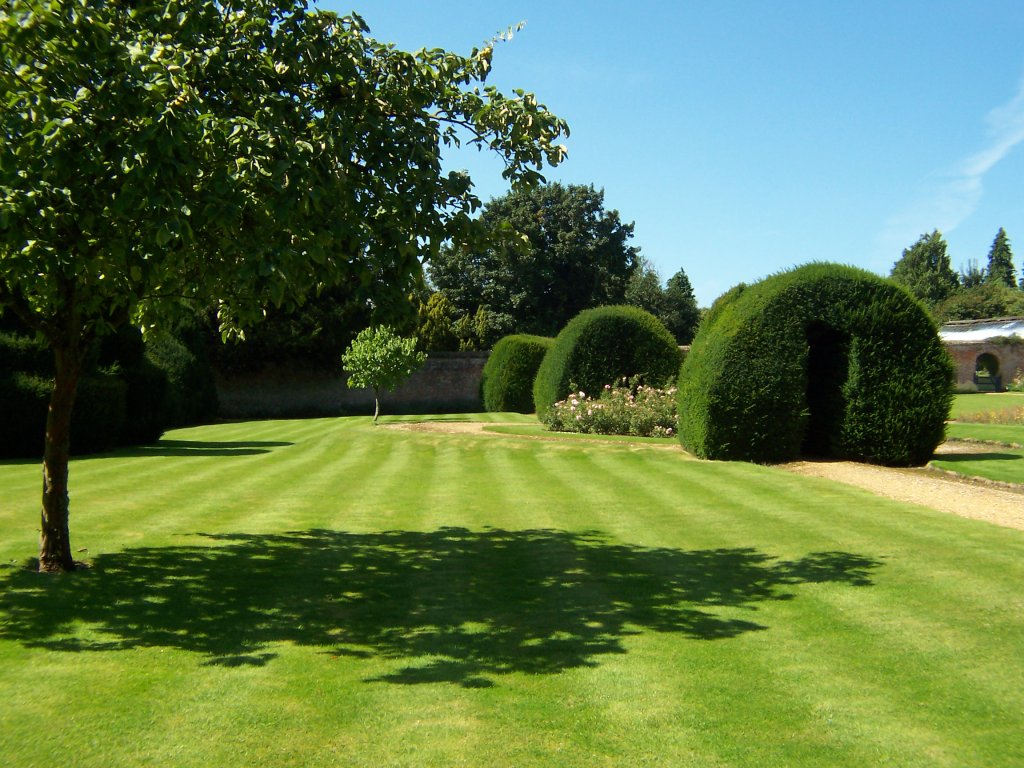
Topiaires dans le jardin des moines

## Personnalités
- Henry Howard Molyneux Herbert, jusqu'en 1849 Lord Porchester, puis 4e comte de Carnarvon, homme politique, membre du parti conservateur et franc-maçon[26].
- George Edward Stanhope Molyneux Herbert (1866-1923), son fils, 5e comte de Carnarvon, surtout connu comme égyptologue, financier, grâce à la fortune de sa femme, des campagnes de fouilles de Howard Carter qui conduisirent celui-ci à la découverte du tombeau de Toutânkhamon.
- Almina Wombwell (1876-1969), Lady Almina après son mariage en 1895 avec George Herbert, qui continua à soutenir Howard Carter après le décès de son mari.
- Evelyn Beauchamp (1901-1980), fille des précédents, qui accompagne son père dans ses voyages et est la première à rentrer dans la tombe de Toutânkhamon après sa découverte par Carter[27].

## Sur les écrans
Highclere Castle a souvent été utilisé comme décor de cinéma depuis qu'on a pris l'habitude de tourner dans des décors réels. Il apparaît pour la première fois en 1982 dans Drôle de missionnaire (The Missionary) de Michael Palin, puis en 1987 dans la version américaine du Le Jardin secret (en) (The Secret Garden). En 1991, il figure la demeure de Lord Graves dans King Ralph, puis en 1992 celle du 23e comte de Leete dans la parodie de biopic de Jim Broadbent et Mike Leigh intitulée A Sense of History. Le salon est utilisé en 1999 par Stanley Kubrick pour des scènes de Eyes Wide Shut et en 2002 par Shekhar Kapur pour Frères du désert avec Heath Ledger.
À la télévision, Highclere est Totleigh Towers (en), dans la série d'ITV Jeeves and Wooster diffusée entre 1990 et 1993. C'est surtout, entre 2010 et 2015, le lieu de tournage principal de Downton Abbey, la série de Julian Fellowes, un ami de longue date de la famille Carnarvon, qui pensait au Highclere Castle de l'époque édouardienne lorsqu'il en écrivait le scénario. Il sert aussi de décor aux films prolongeant la série, Downton Abbey (tourné en 2018), Downton Abbey 2 : Une nouvelle ère (tourné en 2021) et  Downton Abbey 3: Le Grand Final (tourné en 2025).
Highclere Castle est également photographié par le photographe anglais Henry Taunt.